# Timonius minutifolius
Timonius minutifolius är en måreväxtart som beskrevs av Theodoric Valeton. Timonius minutifolius ingår i släktet Timonius och familjen måreväxter. Inga underarter finns listade i Catalogue of Life.